# Albert Monard
Albert Monard, född den 2 september 1886 i Les Ponts-de-Martel, död den 27 september 1952 i La Chaux-de-Fonds, var en schweizisk zoolog och botaniker som specialiserade sig på Neuchâtels fauna. 
Han beskrev många nya arter av kräftdjur och lade grunden till en ny klassificering av dessa.  
Auktorsnamnet Monard kan användas för Albert Monard i samband med ett vetenskapligt namn inom zoologin; se Wikipedia-artiklar som länkar till auktorsnamnet.